# Panzer I
Panzer I var en tysk kampvogn, der blev udviklet i 1930'erne. Det var oprindeligt meningen, at den primært skulle anvendes til uddannelsesformål, men den blev også anvendt i kamp under både Den Spanske Borgerkrig og den 2. verdenskrig.
Panzer I gik under mange navne og betegnelser. De mest almindelige var Panzerkampfwagen I eller PzKpfw I. Den formelle betegnelse var Sonderkraftfahrzeug 101 eller SdKfz 101. Kampvognen blev også brugt som basis for en række specialudgaver og forskellige typer selvkørende artilleri.

## Historie
Panzer I var den første kampvogn, der blev designet og sat i produktion i Tyskland efter den Første Verdenskrig. I 1932 udarbejdede man specifikationerne for en let (5 ton) kampvogn, og disse blev sendt til Rheinmetall, Krupp, Henschel, MAN og Daimler-Benz. I 1933 valgte man Krupps design. Den var baseret på den britiske Carden Loyd Mk IV Tankette, som Tyskland i al hemmelighed havde købt to af fra Sovjetunionen.
Versailles-traktaten forbød Tyskland at producere kampvogne, så den blev i starten kaldt for en Landwirtschaftlicher Schlepper (jordbrugstraktor). Designet blev modificeret i 1933 for at kombinere Krupp-chassiset med tårnet fra Daimler Benz. I 1934 fik den endelige version navnet Panzer I Ausf A (udgave A), og produktionen blev påbegyndt i juli.
Oprindeligt var Panzer I beregnet til opklaring og infanteristøtte, men dens vigtigste formål var at træne mandskabet til de senere tyske kampvognsenheder. Meningen var løbende at erstatte Panzer I med tungere kampvogne, men da den 2. verdenskrig startede, blev Panzer I-modellen stadig anvendt i stor udstrækning. Grunden var forsinkelser i produktionen af de mere moderne og avancerede kampvogne.
Panzer I blev produceret i to hovedversioner. Den originale PzKpfw IA havde en motor, der ikke var kraftig nok, og den blev derfor erstattet af PzKpfw IB, som havde en kraftigere motor samt andre forbedringer. B-modellen kan kendes på, at den er lidt længere og har et ekstra sæt vejhjul, hvilket var nødvendigt, for at der skulle være plads til den større motor. Det var flere forsøg på at skabe en version med kraftigere våben, eller en som kunne deltage i luftbårne operationer, men kun få af sådanne modeller blev produceret.
På det tidspunkt, hvor man begyndte at erstatte Panzer I med mere moderne modeller, var den allerede særdeles umoderne. Mange af de overlevende eksemplarer blev konverteret til andre typer køretøjer. Forsøgene på at montere en kraftigere bevæbning strandede på det faktum,, at køretøjet var meget lille. Det var dog stadig brugbart som en tårnløs traktor, og modellen blev blandt andet brugt til træningsformål og som ammunitionsbærer og lastbil for de tyske kampenheder. Tårnet fra disse kampvogne blev i mange tilfælde brugt til anbringelse i bunkers som en del af jordforsvaret på tyske flyvepladser under 2. verdenskrig.

## Panzer I i kamp
Panzer I-kampvognen blev første gang taget i anvendelse i 1936 under Den Spanske Borgerkrig, hvor den blev anvendt af de tyske tropper, der blev sendt af sted for at støtte general Franco og nationalisterne. Det viste sig, at den både havde en for svag motor, en for let bevæbning og var underlegen i forhold til de sovjetiske T-26 og BT-5 kampvogne, der anvendtes på den republikanske side af konflikten. Et antal Panzer I-kampvogne blev desuden erobret af de republikanske styrker og udstyret med 20 mm eller 25 mm panserværnskanoner.
På grund af forsinkelserne i produktionen af den mere moderne Panzer III-kampvogn blev Panzer I den mest almindeligt anvendte kampvogn på tysk side under invasionen af Polen, Frankrig, Danmark og Norge. Under invasionen af Norge var de norske styrker ikke udstyret med nogen form for effektive panserværnsvåben, og kunne derfor ikke hamle op med selv en let kampvogn som Panzer I. Den danske hær havde Madsen 20 mm-maskinkanoner affyret fra Nimbus-motorcykler m. sidevogn. De ødelagde to Panzer I d. 9. april 1940.
Femten Panzer IA blev købt af de nationalistiske styrker i Kina og blev anvendt under Den Kinesiske Borgerkrig.

## Teknik
Panzer I havde 13 mm front-, side- og hækpanser, 8 mm på taget af tårnet og 6 mm på dækket og i bunden af chassiset. Det var nok til at yde en effektiv beskyttelse mod gevær- og maskingeværild, men kunne ikke yde en effektiv beskyttelse mod tungere våben. Selv om panseret var tyndt, var det hærdet, hvilket er en kostbar proces. Dette indikerer, at man forudså, at de ville blive brugt i kamp, allerede da de befandt sig i produktionsstadiet.
Bevæbningen bestod af to 7,92 mm maskingeværer i tårnet. Disse var fastmonteret i tårnet og blev samlet hævet og sænket manuelt. Bevæbningen var brugbar mod infanteri, kavaleri og ikke-pansrede køretøjer, men var helt uden virkning mod pansrede køretøjer.
Motoren på Panzer IA var en Krupp M305 firecylindret benzinmotor på 57 hk (43 kW), der gav en tophastighed på 37 km i timen i fladt terræn og en rækkevidde på 145 km på vej. IB-udgaven havde en sekscylindret Maybach NL38TR på 100 hk (75 kW), der forøgede tophastigheden til 40 km/t og rækkevidden til 170 km.
Mandskabet bestod af to mand; en kører forrest i chassiset og en vognkommandør i tårnet, som betjente maskingeværerne og radioen.

## Versioner
- Panzerkampfwagen I Ausf A (PzKpfw IA)
- Panzerkampfwagen I Ausf A ohne Aufbau – Panzer IA uden tårn og overbygning (køreskole).
- Munitionsschlepper auf Panzerkampfwagen I Ausf A – ammunitionsvogn.
- Brückenleger auf Panzerkampfwagen I Ausf A – brolægger.
- Flammenwerfer auf Panzerkampfwagen I Ausf A – flammekaster.
- Kleine Panzerbefehlswagen (klPzBefWg) – kommandovogn.
- Panzerkampfwagen I Ausf B (PzKpfw IB)
- Panzerkampfwagen I Ausf B ohne Aufbau
- 4,7 cm PaK (t) (Sf) auf Panzerkampfwagen I Ausf B – panserjager med tjekkisk 47 mm kanon.
- 15 cm sIG 33 (Sf) auf Panzerkampfwagen I Ausf B – 150 mm haubits (Bison).
- Flammenwerfer auf Panzerkampfwagen I Ausf B
- Ladungsleger auf Panzerkampfwagen I Ausf B – ingeniørtroppernes sprængstofsvogn.
- Panzerkampfwagen I Ausf C (PzKpfw IC)
- Panzerkampfwagen I Ausf D (PzKpfw ID)
- Panzerkampfwagen I Ausf F (PzKpfw IF)